# Benedict (Dacota do Norte)
Benedict é uma cidade localizada no estado norte-americano de Dacota do Norte, no Condado de McLean.

## Demografia
Segundo o censo norte-americano de 2000, a sua população era de 53 habitantes. 
Em 2006, foi estimada uma população de 49, um decréscimo de 4 (-7.5%).

## Geografia
De acordo com o United States Census Bureau tem uma área de 
0,7 km², dos quais 0,7 km² cobertos por terra e 0,0 km² cobertos por água. Benedict localiza-se a aproximadamente 635 m acima do nível do mar.

## Localidades na vizinhança
O diagrama seguinte representa as localidades num raio de 32 km ao redor de Benedict. 